# Bei’er
Bei'er (kinesiska: 贝尔, 贝尔苏木) är en sum i Kina. Den ligger i den autonoma regionen Inre Mongoliet, i den norra delen av landet, omkring 920 kilometer nordost om regionhuvudstaden Hohhot. Antalet invånare är 3 722. Befolkningen består av 1 487 kvinnor och 2 235 män. Barn under 15 år utgör 7,0 %, vuxna 15-64 år 89 %, och äldre över 65 år 3,0 %.
Trakten runt Bei'er är nära nog obefolkad, med mindre än två invånare per kvadratkilometer. Trakten runt Bei'er består i huvudsak av gräsmarker.
Genomsnittlig årsnederbörd är 791 millimeter. Den regnigaste månaden är juli, med i genomsnitt 165 mm nederbörd, och den torraste är januari, med 5 mm nederbörd.